# Zborul cărăbușului
Zborul bondarului (titlul original în rusă Полёт шмеля, transliterat: Poliot șmelea) inițial tradus și foarte cunoscut ca Zborul cărăbușului, este un interludiu orchestral scris de Nikolai Rimski-Korsakov pentru opera Poveste despre țarul Saltan compusă între anii 1899-1900. Piesa încheie actul al III-lea, în care țareviciul Gvidon Saltanovich (fiul țarului), e transformat într-o insectă (un bondar), astfel încât el zboară departe de palatul tatălui său (care nu știe că el este în viață).

## Prezentare generală
| Rusă | Traducere în română |
| --- | --- |
| (Гвидон спускается с берега в море. Из моря вылетает шмель, кружась около Лебедь-Птицы.) ЛЕБЕДЬ-ПТИЦА: Ну, теперь, мой шмель, гуляй, судно в море догоняй, потихоньку опускайся, в щель подальше забивайся. Будь здоров, Гвидон, лети, только долго не гости! (Шмель улетает.) | (Gvidon se duce la malul mării. La mal zboară o lebădă, în jurul lui.) LEBĂDA: Ei bine, acum, bondarul meu, du-te la o sindrofie, Du-te cu nava pe mare, Mergi în jos, în secret, Apoi du-te într-o crăpătură adâncă. Noroc, Gvidon! Du-te! Dar nu sta mult! (Bondarul zbură departe.) |

Cei familiarizați cu opera Țarul Saltan pot recunoaște două laitmotive utilizate în mișcarea "Zborul", ambele sunt asociate cu Prințul Gvidon din operă. Acestea sunt ilustrate aici, în notația muzicală:
Cititorii poeziilor originale ale lui Aleksandr Pușkin, pe care se bazează această operă, vor observa că Gvidon ar trebui să meargă trei călătorii separate spre împărăția Țarului Saltan, fiecare necesitând o transformare, într-o insectă diferită.
"Zborul bondarului" este recunoscut pentru ritmul frenetic, tempo și note cromatice. Această "bucată muzicală" este grea datorită complexității sale, deoarece este nevoie de o mare abilitate și rapiditate pentru a o cânta. În versiunea operei, sunt necesare trei minute cincizeci și cinci secunde pentru terminarea actului.
Transcrierea lui Serghei Rahmaninov pentru caracteristicile pentru pian sunt interpretate în filmul Shine de David Helfgott.

## În cultura populară
- Zborul bondarului a fost prezentat, împreună cu alte compoziții de Rimsky-Korsakov, în 1947 în filmul fictiv biografic Șehrerezada.
- Programul radio "The Green Hornet" a folosit "Zborul bondarului" ca temă muzicală, amestecată cu un "Buzz Hornet". Muzica a devenit atât de puternic identificată cu spectacolul și personajul pe care aceasta a fost reținută, ca temă pentru un serial de televiziune mai târziu.
- Această versiune a fost orchestrată de către Billy May și realizată de către Lionel Newman, cu trompeta solo - Al Hirt, într-un stil jazz poreclit "Bee Green". Această versiune specială a fost ulterior prezentată în 2003 în filmul Kill Bill.
- Comediantul Spike Jones a făcut un "Record Laughing", la sfârșitul anilor 1940, când o înregistrare cu "Zborul bondarului" este întreruptă în mod repetat de un râs sălbatic și un strănut al lui Spike Jones și acompaniată de trupa Slickers.
- Înregistrarea lui Jennifer Batten di 1992 pentru "Mai presus de mai jos și mai departe" include 1:03 aprox. din "Zborul bondarului "atingând" doar versiunea.
- Chitaristul rock brazilian -  Tiago Della Vega a stabilit un record mondial ca cel mai rapid chitarist în 2008, cântând 320 de măsuri pe minut pentru interpretarea scenei "Zborul bondarului". [2] [3] *Acest record a fost ulterior întrerupt de John Taylor din Colorado în 2011 cântând această piesă cu 600 de măsuri pe minut.[4]
- Violonistul Oliver Lewis a spart recordul la cea mai rapidă performanță pentru interpretarea "Zborului bondarului", în cadrul unei emisiuni în direct pentru copii, marca BBC, în 18 octombrie 2010, cântând piesa într-un minut și 3.356 de secunde. [5]
- Violonistul canadian Eric Speed a spart recordul pentru cea mai rapidă performanță a interpretării piesei "Zborul bondarului", din nou, la "Just For Laughs Festival" de la Montreal pe 22 iulie 2011, cântând piesa în 53 secunde. [6]
- Muzica l-a inspirat și pe Walt Disney să creeze un bondar și să-l prezinte într-un segment de fantezie, făcându-l să sune ca și cum ar zbura în toate părțile teatrului. [7] [8]
- Pianistul Lang Lang a cântat "Zborul bondarului" într-un bis la "Davies Symphony Hall" din San Francisco, folosind un iPad și un app setat. [9]
- Un segment melodic a fost folosit în melodia lui Michael Jackson - "Breaking News".
- În timpul finalei turneului mondial Countdown, chitaristul Europei - Kee Marcello a interpretat "Zborul bondarului" la chitara solo.
- Trupa americană "Manowar" a acoperit muzica acestui cântec cu o chitară bas pe muzica albumului Kings of Metal din 1988 sub numele de "Sting a Bumblebee".
- O alta trupă gen Heavy Metal din SUA - Dream Theater, are această piesă într-un album live  din 1998 dat într-un LIVEtime la sfârșitul unui solo de chitară de John Petrucci.[10]
- Piesa a fost, de asemenea, pusă în filmul Drumline cu actorii principali Nick Cannon și Zoe Saldana.
- Piesa a fost prezentată în sezonul 8 al episodului "Bone" al emisiunii "How I Meet Your Mother".
- Acest cântec este folosit ca muzică pentru "final boss-ul" din Bubble Bobble.
- În 1996 filmul Shine, prezintă o versiune pentru pian a piesei atunci când Geoffrey Rush (bazat pe viața reală pianistul David Helfgott) intră într-un restaurant și cântă doar după ce a fost apostrofat de un patron alcoolic.
- În "Ned's Declassified School Survival Guide", o versiune a acestui cântec este cântată în scenele care implică un grup de studenți cunoscut sub numele de Killer Bees.